# Библиотека Арсенала

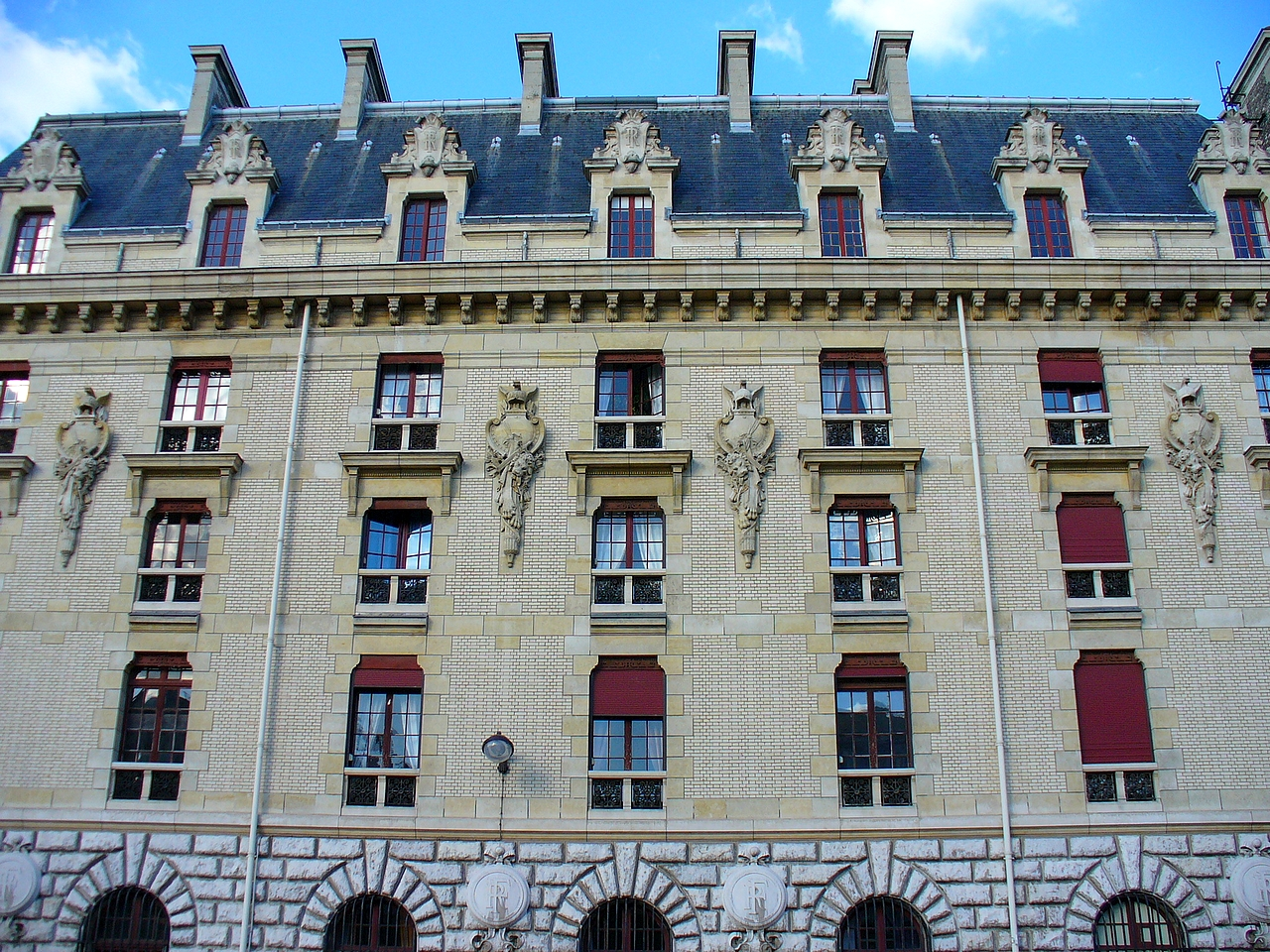
Архитектурные детали

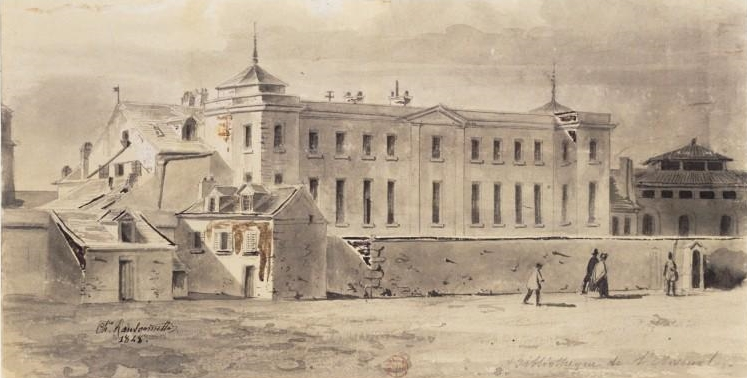
На рисунке Шарля Рансоннетта (1848 г.)

Библиотека Арсенала (фр. Bibliothèque de l’Arsenal) —  библиотека в Париже, основанная в 1757 году. C 1934 года является частью Национальной библиотеки Франции.

## История
Коллекции библиотеки возникли с частной библиотеки Марка Антуана Рене Аржансона (1722—1787), которая располагалась в 1757 году в резиденции Великого Магистра артиллерии. Здание Арсенала  основано при короле Франциске I в XVI веке, позже перестроен Сюлли и расширен архитектором Жерменом Бофраном в XVIII веке.
Полми собрал великолепную коллекцию, особенно богатую средневековыми манускриптами и гравюрами. В 1786 году он также приобрёл коллекцию герцога де ла Валльера, но затем продал всю библиотеку графу д’Артуа.
Библиотека была конфискована государством во время Французской революции и значительно расширена за счет множества ценных предметов, изъятых из парижских аббатств, а также из архивов Бастилии. 28 апреля 1797 года она была объявлена публичной библиотекой.
В 1824 году писатель Шарль Нодье стал библиотекарем и держал в Арсенале один из самых авторитетных литературных салонов того времени. В XIX веке коллекции стали всё больше ориентироваться на литературу, особенно драматическую. Между 1880 и 1914 годами библиотека приобрела по экземпляру всех периодических изданий, издаваемых в Париже. В 1934 году он стал отделом Национальной библиотеки.

## Библиотека сегодня
Сегодня в библиотеке хранится около 1 000000 томов (включая 150 000 томов до 1880 года), чуть более 12 000 рукописей, 100 000 отпечатков и 3 000 схем и планов. Политика формирования фондов библиотеки сосредоточена на французской литературе с XVI по XIX веков, публикациях, связанных с уже имеющимися архивами и собраниях рукописей (фондах), библиофилии, истории книг и переплетных книг, а также истории самого Арсенала и его обитателей.

## Основные коллекции

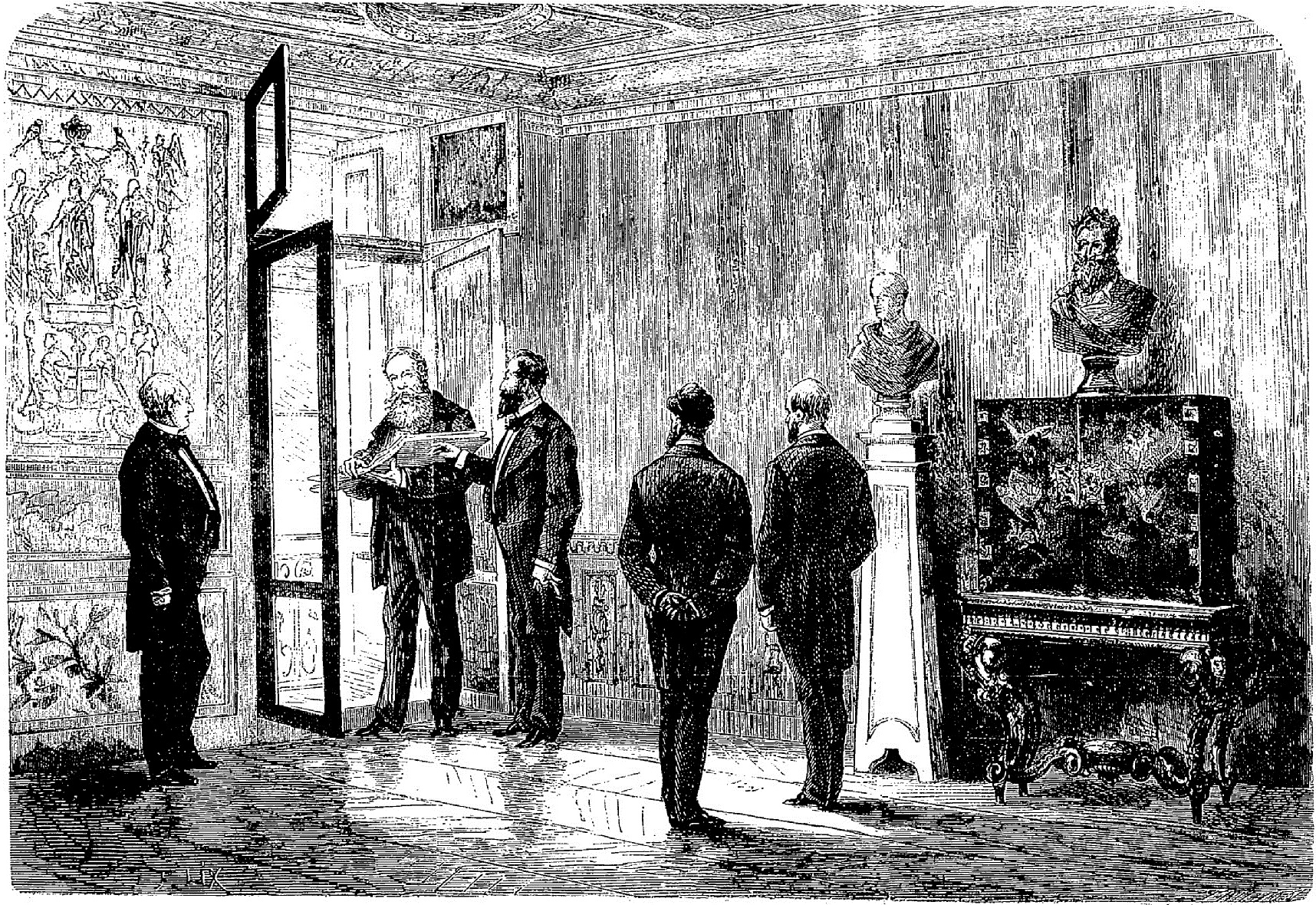
Д. Педро II, император Бразилии, во время посещения Bibliothèque de l’Arsenal (L’Univers illustré, Леви (Париж), № 879, 27.01.1872).

- Архивы Бастилии: Архивы Бастилии датируются 1660 годом. Они включают досье на заключенных (в том числе на маркиза де Сада и других известных заключенных), архивы лейтенанта полиции Парижа, Палаты Арсенала и Палаты Шатле, личные документы офицеров Бастилии и часть бумаг королевской семьи.
- Фонды Prosper Enfantin: Поль-Матье Лоран, известный как Лоран де л’Ардеш, был учеником сен-симониста Проспера Энфантена и библиотекарем Арсенала. В 1865 году он приобрел бумаги Энфантена, которые являются богатым источником по истории сен-симонизма.
- Фонд Ламберт: В 1969 году Пьер Ламбер, продавец книг, посвятивший свою жизнь коллекционированию предметов, связанных с писателем Йорис-Карлом Хьюисмансом, завещал свою коллекцию библиотеке. Он включает рукописи, письма, сочинения, принадлежавшие Гюисмансу, и оригинальные издания его произведений.
- Архив документов Луи-Себастьен Мерсье: В 1967 году библиотека приобрела документы у Луи Себастьена Мерсье (1740—1814), театроведа, который оказал большое влияние развитие реалистической драмы, и был известен своими описаниями Парижа. Фонд содержит биографические документы и переписку, статьи, заметки, рукописи по модерну Парижа, пьесы и произведения поэзии и философии.
- Фонд Лакруа: Поль Лакруа, известный как библиофил Якоб, работал в «Арсенале» несколько лет. После его смерти в 1884 году библиотека приобрела большинство его личных бумаг, в том числе его коллекцию автографов, содержащихся в письмах писателей, музыкантов и философов, как современников Лакруа, так и старше.
- Фонды Жозефа Пеладана: В 1936 годе Арсенал приобрел все документы Жозефа Пеладана (1858—1918) — спиритуалистического писателя, который был очарован оккультизмом и в 1891 году основал свою собственную церковь.
- Коллекция Хосе-Марии де Эредиа: дочери поэта Хосе-Марии де Эредиа, который был библиотекарем Арсенала с 1901 года до своей смерти в 1905 году, подарили библиотеке коллекцию портретов, рукописей, произведений и писем, касающихся их отца и себя. . Одна из них, Мари де Ренье (псевдоним Жерар д’Увиль), завещала свою библиотеку Арсеналу. Библиотека также очень богата предметами, связанными с писателем Пьером Луисом, зятем Эредиа.
- Фонд Жоржа Дуэ: Жорж Дуэ, парижский житель города, любитель театра и композитор песен и оперетт, собрал коллекцию (в основном печатную) о французском театре с 16 по начало 20 века, которую он завещал Арсенал в 1919 году.
- Архив Парламента: Официальный печатный отчет Национального собрания Франции начиная с революции 1789 года.
- Гравюры: Коллекция гравюр включает портреты, множество карикатур на Революцию и Реставрацию, топографические серии планов и видов городов, а также основные серии итальянских, немецких и английских школ XVIII века, купленные Полми во время его путешествий по Европе.
- Карты и планы: Полми приобрел великолепную серию планов военной разведки, которые были составлены для его дяди, графа д’Аржансона, который был военным министром.
- Музыка: Коллекция рукописей и нот в Арсенале почти исключительно относится к XIX веку, за исключением нескольких средневековых рукописей. Большую часть музыкальной коллекции собрал Полми.

Библиотека также богата оккультными документами. К ним относятся оригинальные рукописи Священной Магии Абра-Мелина, Книги Покаяния Адама и Гримуара Армаделя.

## Примечание
1. ↑  История становления национальной библиотеки Франции. cyberleninka.ru. Дата обращения: 4 октября 2020. Архивировано 7 октября 2020 года.